# Calliopsis personata
Calliopsis personata là một loài Hymenoptera trong họ Andrenidae. Loài này được Cockerell mô tả khoa học năm 1897.